# Buslijn 142 (Amsterdam-Haarlem)
Buslijn 142 zijn drie voormalige streekbuslijnen uit de regio Amsterdam.

## Geschiedenis

### Lijn 142 I

#### Lijn 88

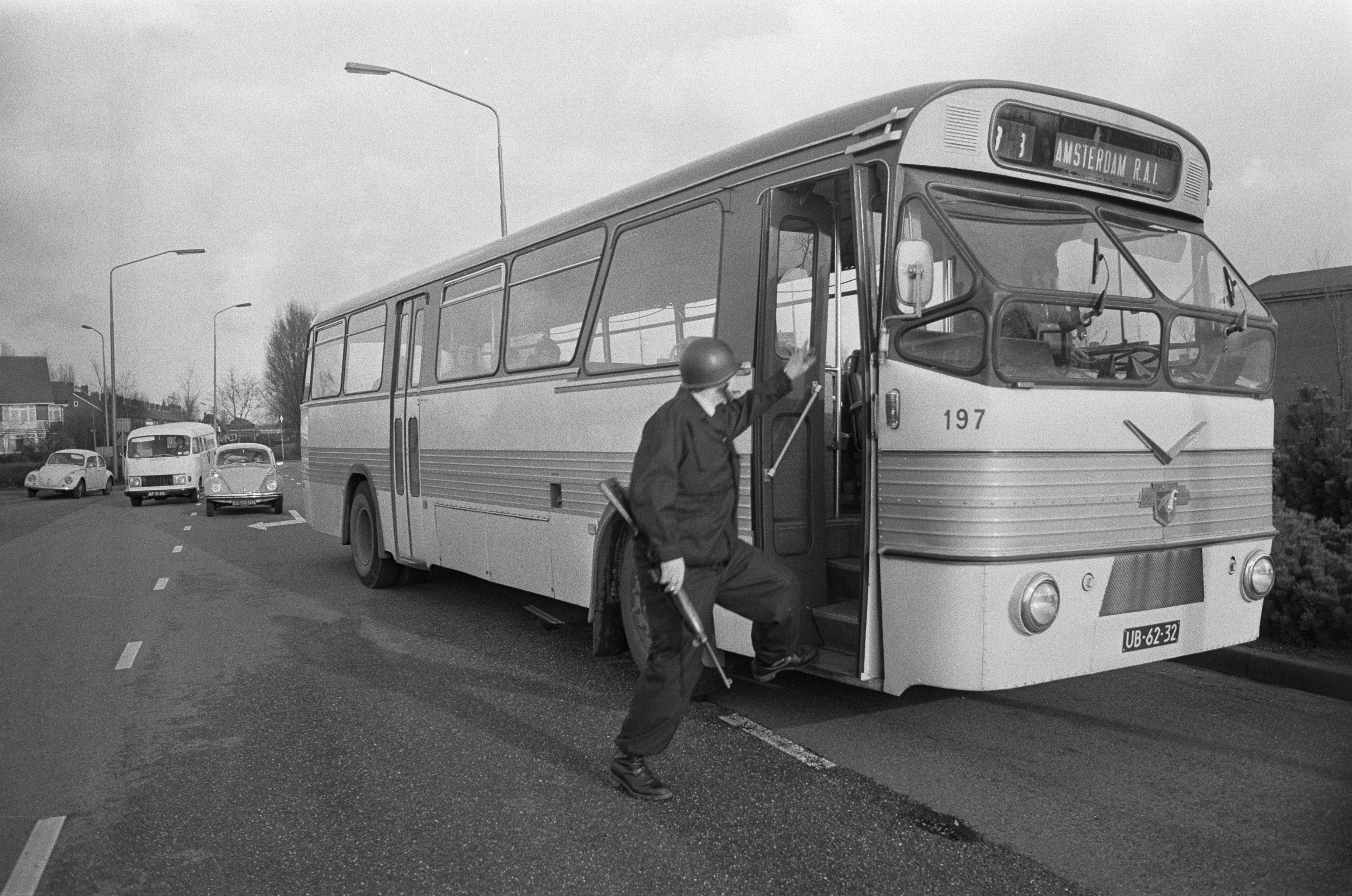
Bus 197 op lijn 88 na een bankoverval in Badhoevedorp in 1973

De eerste lijn werd ingesteld door de toenmalige vervoerder Maarse & Kroon onder het nummer 88. De lijn reed van Amsterdam Europaplein via Amstelveen Plein 1960, Schiphol-Oost, Badhoevedorp en Boesingheliede naar Station Haarlem.

#### Lijn 41/42
In juni 1973 fuseerde M&K met de NBM tot Centraal Nederland; lijn 88 werd gesplitst in lijn 41 en 42.     De lijnen reden doordeweeks overdag een gezamenlijke halfuursdienst en daarbuiten een uurdienst. In Schiphol en Badhoevedorp verschilden de routes.

#### Lijn 142
In 1980 begon CN systematisch de lijnnummers te verhogen om doublures binnen Amsterdam te voorkomen. De ex MK-lijnen kwamen op 31 mei 1981 aan de beurt. Lijn 41 en 42 werden samengevoegd tot 142 en verlegd van Europaplein naar station Zuid en in Amstelveen verlegd door Bankras/Kostverloren. Op de lijn reden zowel Aalsmeerse als Amsterdamse bussen.
Op 1 juni 1986 werd de westtak van de Schiphollijn geopend waarbij lijn 142 werd ingekort tot Station Zuid-Amstelveen en op kosten van de gemeente Amstelveen een jaar op proef reed. Het traject Amstelveen-Haarlem ging naar de bestaande lijnen 125 (via de snelwegen) en 175 (via Schiphol en Badhoevedorp). Een jaar later bleek de proef geslaagd en werd de lijn gecombineerd met de verlengde lijn 149.

### Lijn 142 II
Op 27 mei 1990 stelde CN een nieuwe lijn 142 in van Uithoorn naar Schiphol Centrum; deze lijn reed doordeweeks overdag in de tegengestelde richting van lijn 141. In mei 1994 werd CN opgeheven en verdeeld (feitelijk teruggesplitst) tussen NZH en Midnet; de lijnen in het westelijk vervoergebied waren voortaan NZH-lijnen, lijn 142 kwam te vervallen. 

#### Lijn 342
In december 2017 ging op dit traject R-netlijn 342 rijden.

### Lijn 142 III

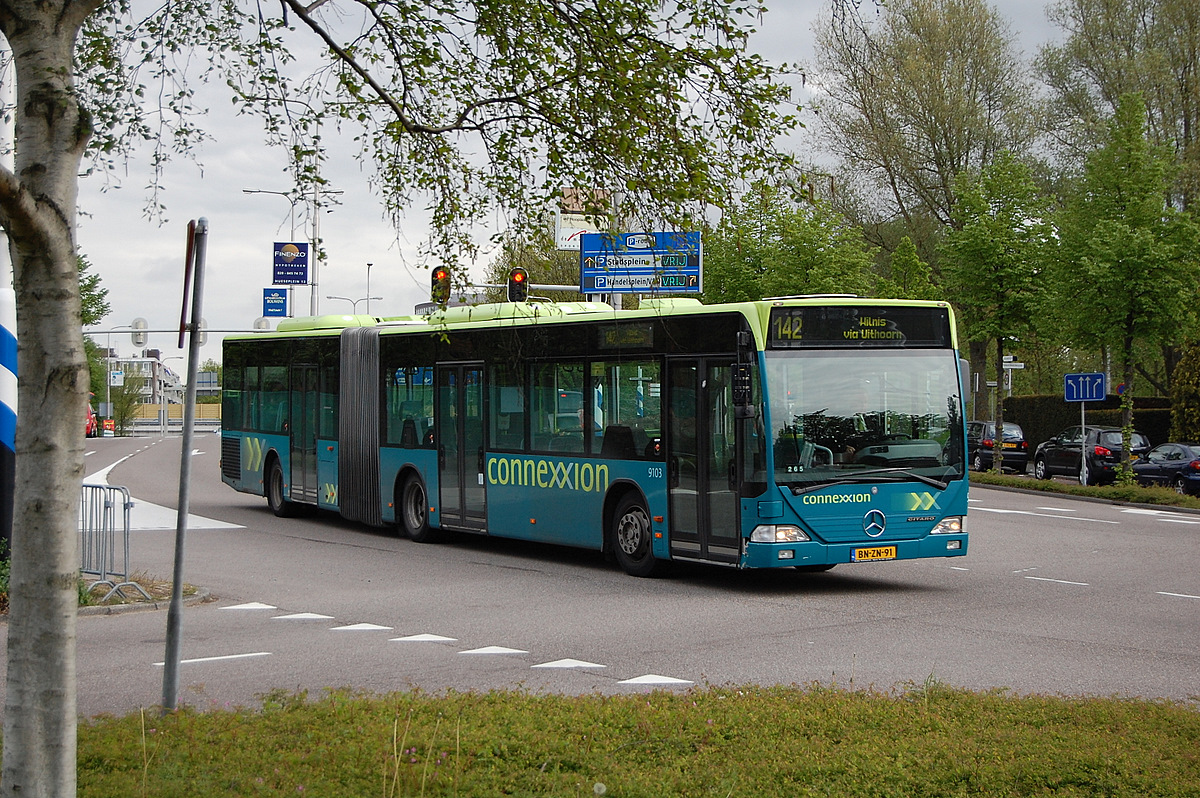
Mercedes Citaro bus 9103 op lijn 142 in 2009

In mei 1999 fuseerden NZH en Midnet met de omringende streekvervoerders tot Connexxion; ter gedeeltelijke vervanging van lijn 193 werd een nieuwe lijn 142 ingesteld. Deze lijn verbond Wilnis en Mijdrecht met Uithoorn, Amstelveen en Amsterdam Centraal Station; van maandag tot zaterdag overdag werd een halfuursdienst gereden (kwartierdienst in de spits) en 's avonds en op zondag alleen van Wilnis naar Uithoorn in combinatie met lijn 170. Vanaf 13 januari 2002 werd alleen in de spits het hele traject gereden; 's ochtends richting Amsterdam en 's middags richting Wilnis. In december 2007 werd dit weer ongedaan gemaakt; lijn 142 ging een gezamenlijke dienst rijden met lijn 144 welke een jaar later weer kwam te vervallen doordat de route in Uithoorn Legmeer van Oost naar West werd verlegd. 
Op 11 december 2011 werd lijn 142 ingekort tot busstation Marnixstraat en in de stille uren vervangen door lijn 174; tussen 9 december 2012 en 8 april 2013 reed de lijn niet verder dan Haarlemmermeerstation vanwege werkzaamheden.
Op 10 december 2017 werd lijn 142 opgeheven; de trajecten vanaf Uithoorn naar Mijdrecht en Amsterdam worden nu bediend door de respectievelijke R-netlijnen 340 en 347.

### Versterkingslijnen

#### Lijn 241
Van 2011-2017 reed een spitslijn 241 tussen Amstelveen Legmeer en Station Amsterdam Zuid.

#### Lijn 242
Tussen Mijdrecht, Uithoorn, Amstelveen en Station Amsterdam Zuid rijdt in de spitsuren lijn 242.